# Carena de Bassapedrells
La Carena de Bassapedrells és un carena dels termes municipals de Castellcir, a la comarca del Moianès, i de Sant Martí de Centelles, d'Osona. Aquest serrat pren el nom de la partida de Bassapedrells, situada en el lloc més elevat, a l'extrem oriental, del serrat. Rep el nom de carena perquè no és un serrat principal, sinó una carena que es deriva d'un altre serrat. És a l'extrem oriental del terme castellcirenc i en el sector sud-occidental del de Sant Martí de Centelles. És paral·lela al sud de la Carena dels Brucs, a l'esquerra de la capçalera del torrent del Bosc. És al nord-est de la masia de Barnils, al nord, i a prop, de la del Fabregar i al nord-oest de la del Pou. La part majoritària de la carena és dins del terme osonenc de Sant Martí de Centelles. Només l'extrem de ponent és dins del terme de Castellcir.